# Green room
Green room är ett utrymme bakom scenen avsett för artister (och skådespelare) att befinna sig före och främst efter ett uppträdande. Uttrycket användes först 1701 och det finns ett flertal teorier om varifrån det kommer. En variant är att rummet var målat grönt för att skådespelarna skulle kunna vila sina ögon efter de bländande scenljusen.